# Peter Demos
Peter George Demos, nato Demetropoulos (Atene, 14 agosto 1925 – Sydney, 21 gennaio 2011), è stato un cestista greco naturalizzato australiano.

## Carriera
Con l'Australia ha disputato le Olimpiadi del 1956, segnando 11 punti in 7 partite.